# Justin Dorey
Justin Dorey (Calgary, 17 de agosto de 1988) es un deportista canadiense que compitió en esquí acrobático.
Ganó una medalla de plata en el Campeonato Mundial de Esquí Acrobático de 2009, en la prueba de halfpipe. Adicionalmente, consiguió una medalla de plata en los X Games de Invierno.

## Medallero internacional
| Campeonato Mundial | Campeonato Mundial | Campeonato Mundial | Campeonato Mundial |
| Año                | Lugar              | Medalla            | Prueba             |
| ------------------ | ------------------ | ------------------ | ------------------ |
| 2009               | Inawashiro (Japón) | Medalla de plata   | Halfpipe           |

| X Games de Invierno | X Games de Invierno    | X Games de Invierno | X Games de Invierno |
| Año                 | Lugar                  | Medalla             | Prueba              |
| ------------------- | ---------------------- | ------------------- | ------------------- |
| 2010                | Aspen (Estados Unidos) | Medalla de plata    | High air            |